# Fei Tong
Fei Tong (China, 25 de marzo de 1961) es un gimnasta artístico chino, dos veces campeón del mundo en 1983 en las pruebas de suelo y equipo, y otras dos veces campeón del mundo en 1985 en las pruebas de barra fija y suelo, entre otros importantes logros.

## 1981
En el Mundial de Moscú 1981 gana el bronce en el concurso por equipos, tras la Unión Soviética y Japón, siendo sus compañeros de equipo: Li Ning, Li Xiaoping, Huang Yubin, Peng Yaping y Li Yuejiu.

## 1983
En el Mundial de Budapest 1983 gana tres medallas de oro: en suelo, en barra horizontal y por equipos —por delante de la Unión Soviética y Japón—, siendo sus compañeros en esta ocasión: Li Ning, Lou Yun, Xu Zhiqiang, Li Xiaoping y Li Yuejiu.

## 1984
En los JJ. OO. de Los Ángeles gana plata en equipos, tras Estados Unidos y delante de Japón, siendo sus compañeros de equipo: Li Ning, Li Xiaoping, Li Yuejiu, Yun Lou y Xu Zhiqiang. Asimismo gana la plata en barra horizontal tras el japonés Shinji Morisue (oro).

## 1985
Por último, poniendo punto final a esta exitosa carrera deportiva, en el Mundial de Montreal 1985 gana dos oros —suelo y barra horizontal— y plata en equipos, tras la Unión Soviética y delante de Alemania del Este.